# Magnetorezistor
Magnetorezistor je elektronická součástka, která mění svůj odpor v závislosti na velikosti indukce magnetického pole (B). Používá se jako snímač magnetického pole, bezkontaktní dvoustavově nebo spojitě řízený rezistor, potenciometr a podobně.
Magnetorezistor je rezistor, jehož odpor je závislý na magnetické indukci. Nejčastěji obsahuje antimonid india s jehličkami antimonidu niklu, které při výrobě vzniknou speciálním tepelným procesem tuhnutí. Jehličky mají průměr 1 µm, délku do 50 µm a jejich vzdálenost od sebe je 1 až 100 µm. Při přiložení elektrického napětí se nosiče náboje pohybují přímočaře tělískem, dokud nepůsobí magnetické pole. Existuje-li kolmo k elektrickému poli magnetické pole, budou na principu Hallova jevu nosiče náboje v polovodičovém materiálu silně vychylovány. Při vstupu do jehliček NiSb se budou vracet zpět; budou se tedy pohybovat příčně k elektrickému poli, protože částice NiSb jsou elektricky silně vodivé. Tím budou v závislosti na magnetické indukci prodlouženy proudové dráhy, což v souladu se vztahem R je úměrný délce vodiče odpovídá zvětšení odporu. Polarita magnetického pole přitom nehraje roli. Magnetorezistor se často používá jako snímač u počítacích zařízení.[zdroj?]
Konstrukčně je tvořen vrstvou polovodičového materiálu (nejlepších požadovaných vlastností dosahuje antimonid india (InSb)) s velkou pohyblivostí vodičů náboje tvaru tenkých kotoučků s tloušťkou cca 20 mikrometrů napařené na keramické destičce (tzv. Corbinův disk). Jeden kontakt se vyvádí ze středu kotoučku, druhý je tvořen kovovou elektrodou po obvodu kotoučku.